# Bandera de la Concha Femenina
La Bandera de La Concha femenina es una competición de traineras que se celebra los dos primeros domingos de septiembre en la Bahía de La Concha en San Sebastián (Guipúzcoa) España. 
Se celebra desde 2008 y la Sociedad Deportiva Rias Baixas ha sido la tripulación que más veces ha obtenido el triunfo, ganando en las primeras cinco ediciones de la competición. El Club de Remo Aita Mari de Zumaya ganó en 2013 y en 2014, 2015 y 2016 ha ganado la Sociedad de Remo Koxtape Pasajes de San Juan.

## Historia

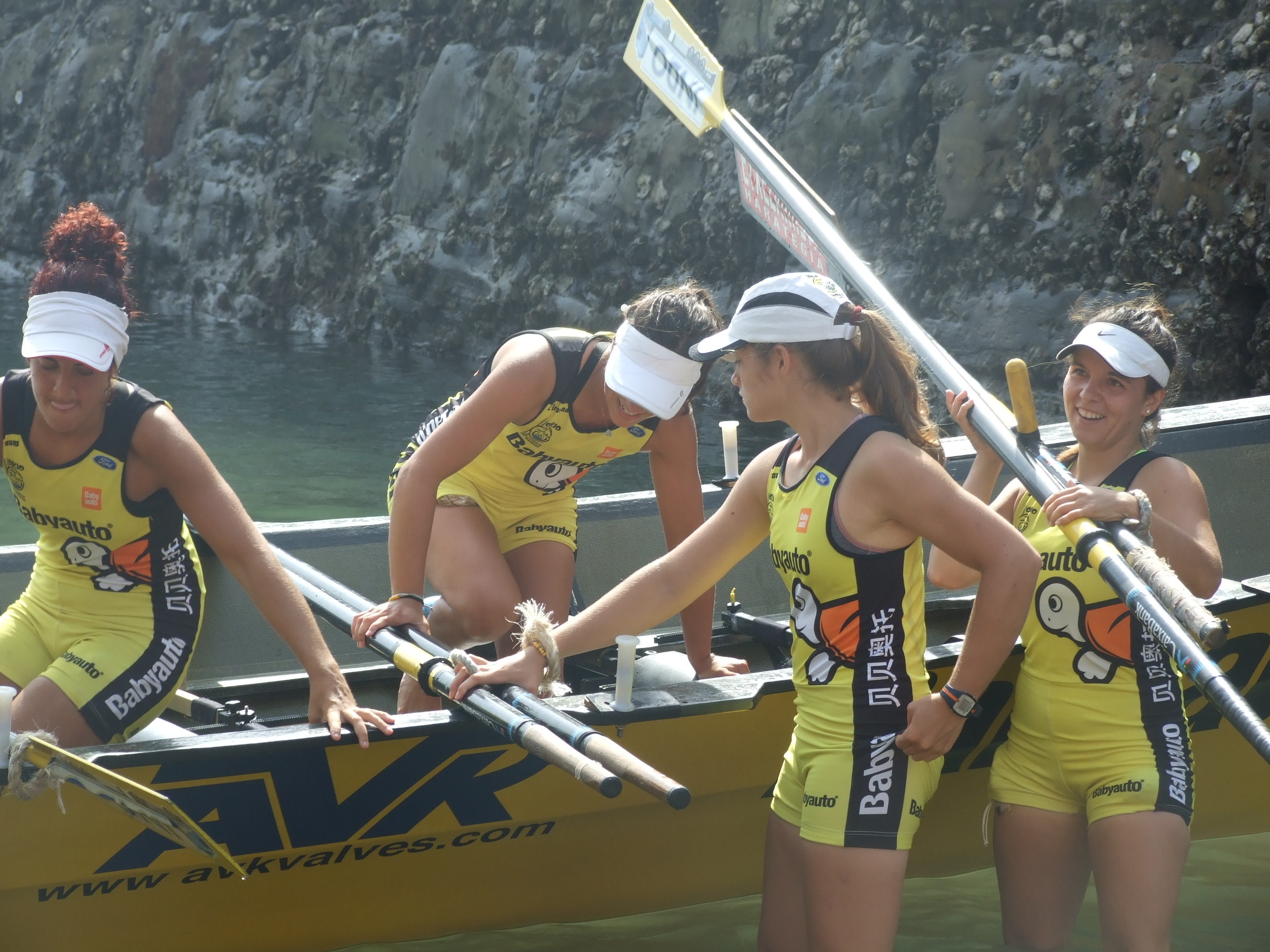
Equipo de Orio en la Concha femenina 2016.

### 2008
Después de 128 años de historia de la Bandera de la Concha masculina, los organizadores, el Ayuntamiento de San Sebastián decidió crear la primera edición de su regata para mujeres. La prueba en dos fases, una jornada clasificatoria celebrada el 13 de septiembre a las 18 horas y la final al día siguiente a las 11:00 horas, en un recorrido de 2.778 metros con una sola ciaboga. A la clasificatoria accedieron los clubes de Zumaia-Getaria, Rias Baixas, Fuenterrabía, Astillero, Tolosaldea, Arkote, Club de Remo Colera y Club de Remo Badalona. Las remeras de la tripulación Galicia formaban parte de los clubes Cabo de Cruz, Chapela y Samertolameu de Meira, y se impusieron por menos de cinco segundos a Astillero.
| Puesto | Tripulación    | Tiempo   | Patrona            | Trainera         | Premio      |
| ------ | -------------- | -------- | ------------------ | ---------------- | ----------- |
| 1      | Rias Baixas    | 11:35:80 | Laura Hermo        | Galicia          | 6.200 euros |
| 2      | Astillero      | 11:40:44 | María Gil Lastra   | San José XII     | 4.000 euros |
| 3      | Zumaia-Getaria | 11:43:44 | Libana Taboada     | Esperantza       | 3.200 euros |
| 4      | Fuenterrabía   | 11:53:92 | Amaia Arrizabalaga | Ama Guadalupekoa | 2.000 euros |

- Nota: El resto de participantes en la clasificatoria recibieron 1000 euros.[3]

### 2009
Al año siguiente el ganador fue el mismo, Rias Baixas. La regata clasificatoria tuvo lugar con once embarcaciones: Rías Baixas, Getaria-Tolosa, Astillero, Zumaia, Fuenterrabía, Vizcaya, Mecos, Artabria, Natación Badalona, Ur-Kirolak y el Club de Remo Badalona.
Clasificadas las cuatro primeras, Getaria-Tolosa comenzó la prueba final en primer lugar, y aguantaron hasta la ciaboga por delante de Rias Baixas y de Astillero. A la salida de la ciaboga las gallegas se adelantaron y al entrar en la bahía aumentaron el ritmo hasta las 40 paladas para ganar la prueba. El tiempo final de Rias Baixas fue de 10:48.20, récord de la competición.
| Puesto | Tripulación    | Tiempo   | Patrona          | Trainera           | Premio      |
| ------ | -------------- | -------- | ---------------- | ------------------ | ----------- |
| 1      | Rías Baixas    | 10:48:20 | Laura Hermo      | Galicia            | 6.200 euros |
| 2      | Astillero      | 10:51:22 | María Gil Lastra | San José XII       | 4.000 euros |
| 3      | Getaria-Tolosa | 10:51:52 | Olatz Aldalur    | Esperantza         | 3.200 euros |
| 4      | Zumaya         | 11:10:28 | Maider Urbieta   | Zumaia-Kirol Jokoa | 2.000 euros |

### 2010
A la clasificatoria acudieron 14 tripulaciones: Getaria-Tolosa, Zumaya, Rías Baixas, Vizcaya, Orio, Koxtape, Fuenterrabía, Astillero, Club de Remo Do Grove, Comunidad Valenciana, Club de Remo Torrevieja, Club Nàutic Bétulo, Artabria y el Club Natació Badalona. El primer puesto fue nuevamente para la tripulación gallega de Rías Baixas, patroneada por Laura Hermo, ganadora de tres ediciones consecutivas. Los premios se mantuvieron fijos con respecto a la primera edición.
| Puesto | Tripulación    | Tiempo | Patrona           | Trainera                | Premio      |
| ------ | -------------- | ------ | ----------------- | ----------------------- | ----------- |
| 1      | Rías Baixas    | 11:11  | Laura Hermo       | Galicia                 | 6.200 euros |
| 2      | Getaria-Tolosa | 11:28  | Olatz Aldalur     | Getaria-Tolosa          | 4.000 euros |
| 3      | Zumaya         | 11:31  | Maider Urbieta    | Koruko Ama (Ur-Kirolak) | 3.200 euros |
| 4      | Vizcaya        | 11:46  | Aiala Uribelarrea | Bizkaia                 | 2.000 euros |

### 2011
La regata clasificatoria se desarrolló con la presencia de menos embarcaciones que el año anterior, en esta ocasión 7. Estas fueron Getaria-Tolosa, Rías Baixas, Zumaya, Vizcaya, Koxtape, Orio y Fuenterrabía. Por cuarto año consecutivo, la embarcación de Rías Baixas obtuvo el primer puesto, nuevamente con Laura Hermo de patrona. Esta fue la primera edición en la que se diputaron dos jornadas finales para las féminas, ya que los años anteriores habían disputado tan solo una jornada. Además, se aumentaron los premios, repartiendo un total de 20900 euros.
| Puesto | Tripulación    | Tiempo   | Patrona                | Trainera            | Premio      |
| ------ | -------------- | -------- | ---------------------- | ------------------- | ----------- |
| 1      | Rías Baixas    | 22:10:96 | Laura Hermo            | Galicia             | 8.000 euros |
| 2      | Getaria-Tolosa | 22:15:28 | Olatz Aldalur          | Getaria-Tolosa      | 5.500 euros |
| 3      | Zumaya         | 22:22:08 | Nagore Osoro           | Enbata (Zarauz)     | 4.400 euros |
| 4      | Vizcaya        | 23:35:56 | Iratxe Ortiz de Pinedo | Bizkaitarra (Kaiku) | 3.000 euros |

### 2012
Nuevamente este año fueron 7 las tripulaciones participantes en la clasificatoria, Zumaya, Getaria-Tolosa, Koxtape, Rías Baixas, Hibaika, Orio y Fuenterrabía. La patrona de Rías Baixas fue en esta ocasión María Gil, aunque el resultado fue el primer puesto nuevamente. Los premios volvieron a aumentar este año, ganando 1000 euros más el ganador de la regata, repartiendo un total de 23700 euros entre las participantes.
| Puesto | Tripulación    | Tiempo   | Patrona       | Trainera               | Premio      |
| ------ | -------------- | -------- | ------------- | ---------------------- | ----------- |
| 1      | Rías Baixas    | 21:13:32 | María Gil     | A Terca (Samertolameu) | 9.000 euros |
| 2      | Zumaya         | 21:25:58 | Nagore Osoro  | Telmo Deun             | 6.200 euros |
| 3      | Getaria-Tolosa | 21:27:08 | Olatz Aldalur | Getaria-Tolosa         | 5.000 euros |
| 4      | Koxtape        | 21:45:56 | Inder Paredes | Batelerak              | 3.500 euros |

### 2013
La clasificatoria reunió a 9 embarcaciones: Zumaya, Hibaika, Koxtape, Mecos, Orio, Fuenterrabía, Vizcaya, Zarauz y Santoña. Este año no participaron las campeonas del año anterior, por lo que Zumaya aprovechó la ocasión para imponerse con claridad a Hibaika. Un año más los premios fueron aumentados, el primer puesto obtuvo 1000 euros más que la edición anterior.
| Puesto | Tripulación | Tiempo   | Patrona                   | Trainera   | Premio       |
| ------ | ----------- | -------- | ------------------------- | ---------- | ------------ |
| 1      | Zumaya      | 21:33:28 | Nagore Osoro              | Telmo Deun | 10.000 euros |
| 2      | Hibaika     | 21:51:08 | Aiala Uribelarrea         | Madalen    | 6.800 euros  |
| 3      | Koxtape     | 21:55:18 | Inder Paredes             | Batelerak  | 5.300 euros  |
| 4      | Mecos       | 22:16:24 | Laura Romero, María López | Mequiña    | 3.700 euros  |

### 2014
A la clasificatoria de este año acudieron Hibaika, Zumaya, Orio, Koxtape, Samertolameu, Cabo da Cruz, Getaria y Santoña, que finalizaron por ese orden. En la primera jornada de la final Koxtape se impuso por poco más de tres segundos a Zumaya e Hibaika. En la segunda jornada ganó Zumaya, pero a 96 centésimas llegaron las sanjuandarras, que obtuvieron su primera bandera de la Concha.
- Bandera:

| Puesto | Tripulación | Tiempo   | Patrona           | Trainera   | Premio       |
| ------ | ----------- | -------- | ----------------- | ---------- | ------------ |
| 1      | Koxtape     | 21:16:40 | Inder Paredes     | Batelerak  | 10.000 euros |
| 2      | Zumaya      | 21:19:92 | Nagore Osoro      | Telmo Deun | 6.800 euros  |
| 3      | Hibaika     | 21:19:94 | Aiala Uribelarrea | Madalen    | 5.300 euros  |
| 4      | Orio        | 21:41:38 | Nadeth Agirre     | Txiki      | 3.700 euros  |

### 2015
Once tripulaciones formaron este año la clasificatoria para la Concha femenina: Zumaya, Hibaika, Orio, Koxtape, Cabo da Cruz, Zarauz-Getaria, Donostia Arraun Lagunak, Chapela, Hernani, Oiartzun y Colindres. Para esta edición los premios aumentaron, otorgándose 2000 euros más al ganador, 1200 más al segundo, 700 más al tercero y 300 más al cuarto. En la primera jornada Koxtape se adelantó a Hibaika y Zumaia, y pudo mantener su diferencia en al segunda jornada para vencer en el cómputo por poco más de tres segundos.
| Puesto | Tripulación | Tiempo   | Patrona           | Trainera   | Premio       |
| ------ | ----------- | -------- | ----------------- | ---------- | ------------ |
| 1      | Koxtape     | 21:15:09 | Nerea Perez       | Batelerak  | 12.000 euros |
| 2      | Hibaika     | 21:18:87 | Aiala Uribelarrea | Madalen    | 8.000 euros  |
| 3      | Zumaia      | 21:23:45 | Nagore Osoro      | Telmo Deun | 6.000 euros  |
| 4      | Orio        | 21:57:49 | Nadeth Agirre     | Txiki      | 4.000 euros  |

### 2016

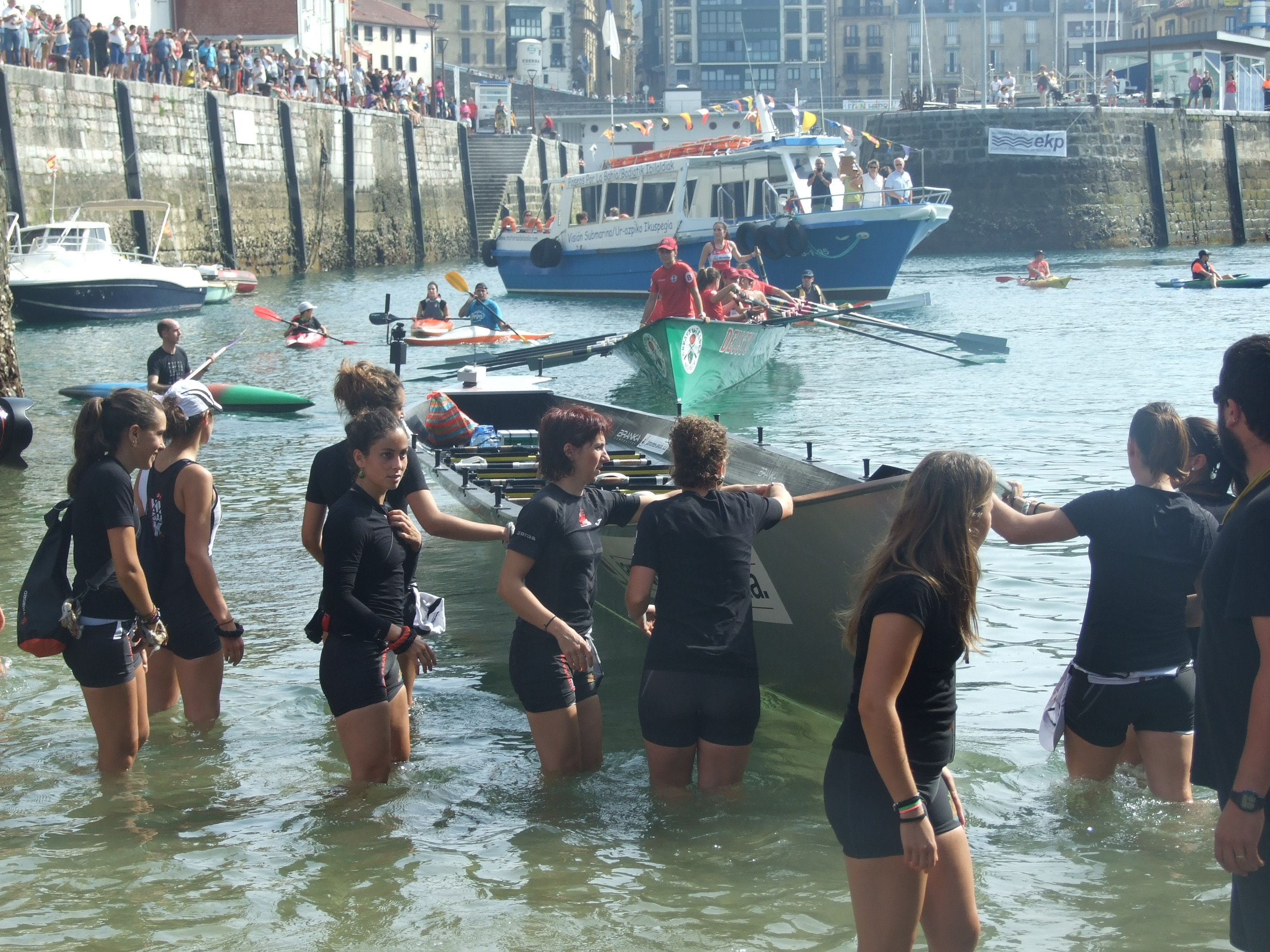
Equipo de Hibaika en la Concha femenina 2016.

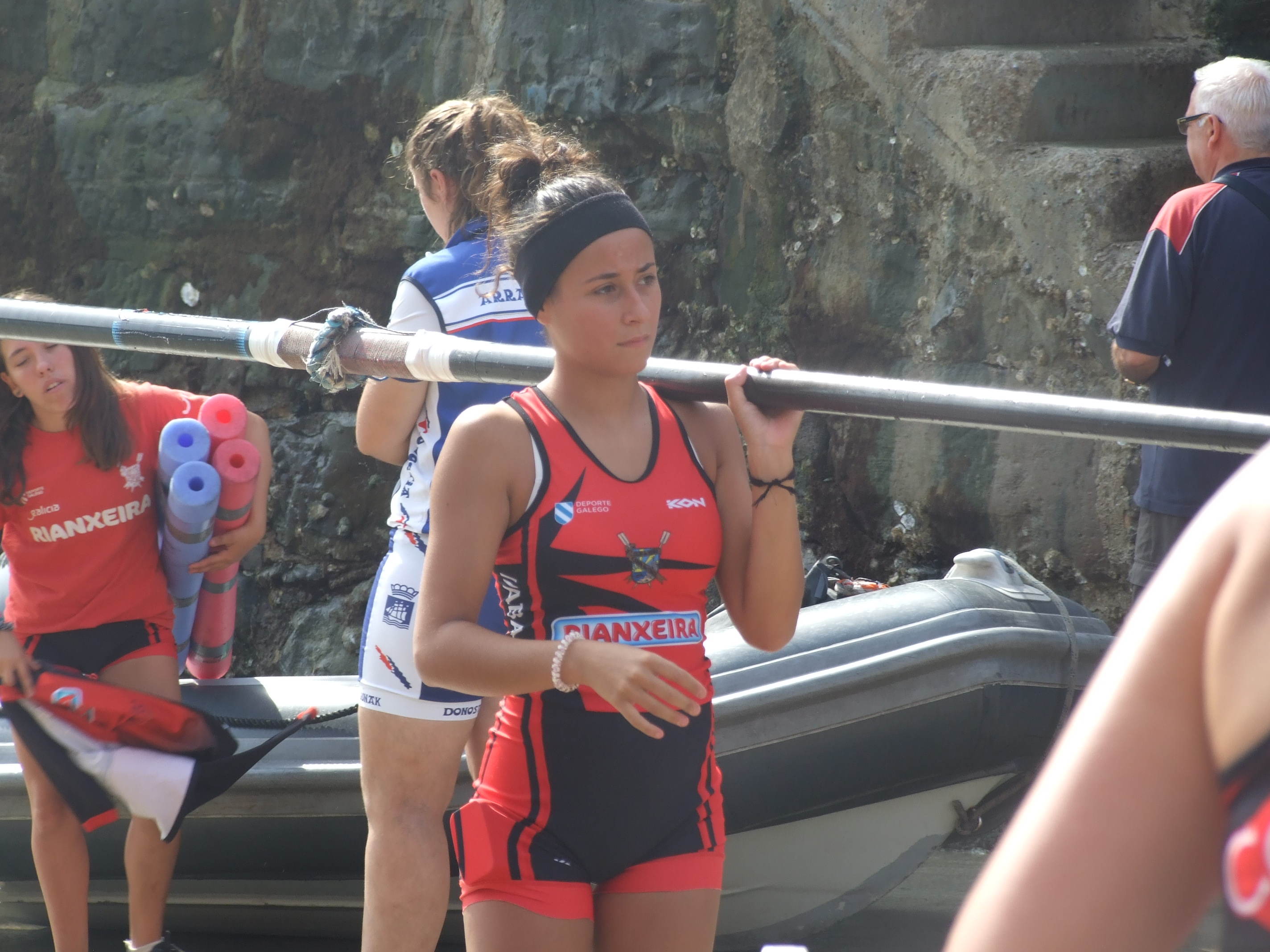
Componente del equipo de Cabo da Cruz en la Concha femenina 2016.

En esta edición se modificó el número de tripulaciones clasificadas. A la jornada clasificatoria celebrada el 1 de septiembre a las 17,30 horas acudieron Hibaika, Koxtape, Orio, Cabo da Cruz, Zarauz-Getaria, Hernani, Deusto, Fuenterrabía, A Cabana y Colindres, consiguiendo la clasificación las siete primeras, en vez de cuatro como los años anteriores. Las dos jornadas finales se disputaron el 4 y 11 septiembre a las 11:00 y 12:00 horas, respectivamente.
| Puesto | Tripulación             | Tiempo   | Patrona                         | Trainera     | Premio       |
| ------ | ----------------------- | -------- | ------------------------------- | ------------ | ------------ |
| 1      | Koxtape                 | 21:25:24 | Nerea Perez                     | Batelerak    | 12.000 euros |
| 2      | Hibaika                 | 21:26:68 | Naroa Galdos                    | Branka       | 9.000 euros  |
| 3      | Orio                    | 21:38:82 | Nadeth Agirre                   | Txiki        | 7.000 euros  |
| 4      | Cabo da Cruz            | 22:24:20 | Andrea Collazo, Natalia Tubio   | Cabo da Cruz | 6.000 euros  |
| 5      | Zarauz-Getaria          | 22:29:52 | Izaro Lestayo                   | Esperantza   | 5.000 euros  |
| 6      | Donostia Arraun Lagunak | 22:47:80 | Andrea Astudillo, Inge Ugarte   | Lugañene     | 4.000 euros  |
| 7      | Deusto                  | 22:48:82 | Naiara Fernandez                | Tomatera     | 3.000 euros  |
| 8      | Hernani                 | 22:57:86 | Miren Garmendia, Añarbe Kalonje | Maddalen     | 3.000 euros  |

- Nota: La Asociación de Empresas de Guipúzcoa otorgó este año el premio Nueva Cultura de Empresa y 5000 euros a la embarcación guipuzcoana mejor clasificada en las dos pruebas finales.[13]

### 2017
En esta edición volvió a disputarse la regata clasificatoria entre 12 tripulaciones femeninas con las posiciones que se muestran a continuación:
- Clasificatoria:

1. San Juan
2. Hibaika
3. Mecos-Riveira
4. Orio
5. Donostia Arraun Lagunak
6. Hernani
7. Deusto
8. Cabo de Cruz
9. Portugalete
10. Chapela
11. Lea-Artibai
12. A Cabana-Ferrol

- Bandera:

| Puesto | Tripulación             | Tiempo   | Patrona           | Trainera  | Premio       |
| ------ | ----------------------- | -------- | ----------------- | --------- | ------------ |
| 1      | Koxtape                 | 24:07:98 | Nerea Perez       | Batelerak | 15.000 euros |
| 2      | Hibaika                 | 24:22:86 | Naroa Galdos      | Madalen   | 12.000 euros |
| 3      | Mecos-Riveira           | 25:18:58 | Natalia Tubio     | Mequiña   | 10.000 euros |
| 4      | Donostia Arraun Lagunak | 25:19:68 | Andrea Astudillo  | Lugañene  | 9.000 euros  |
| 5      | Orio                    | 25:49:42 | Nadeth Agirre     | Txiki     | 7.000 euros  |
| 6      | Hernani                 | 26:12:98 | Miren Garmendia   | Maialen   | 6.000 euros  |
| 7      | Donostiarra             | 26:38:26 | Erika Gonzalez    | Torrekua  | 5.000 euros  |
| 8      | Deusto                  | 26:40:24 | Aiala Uribelarrea | Tomatera  | 5.000 euros  |

### 2018

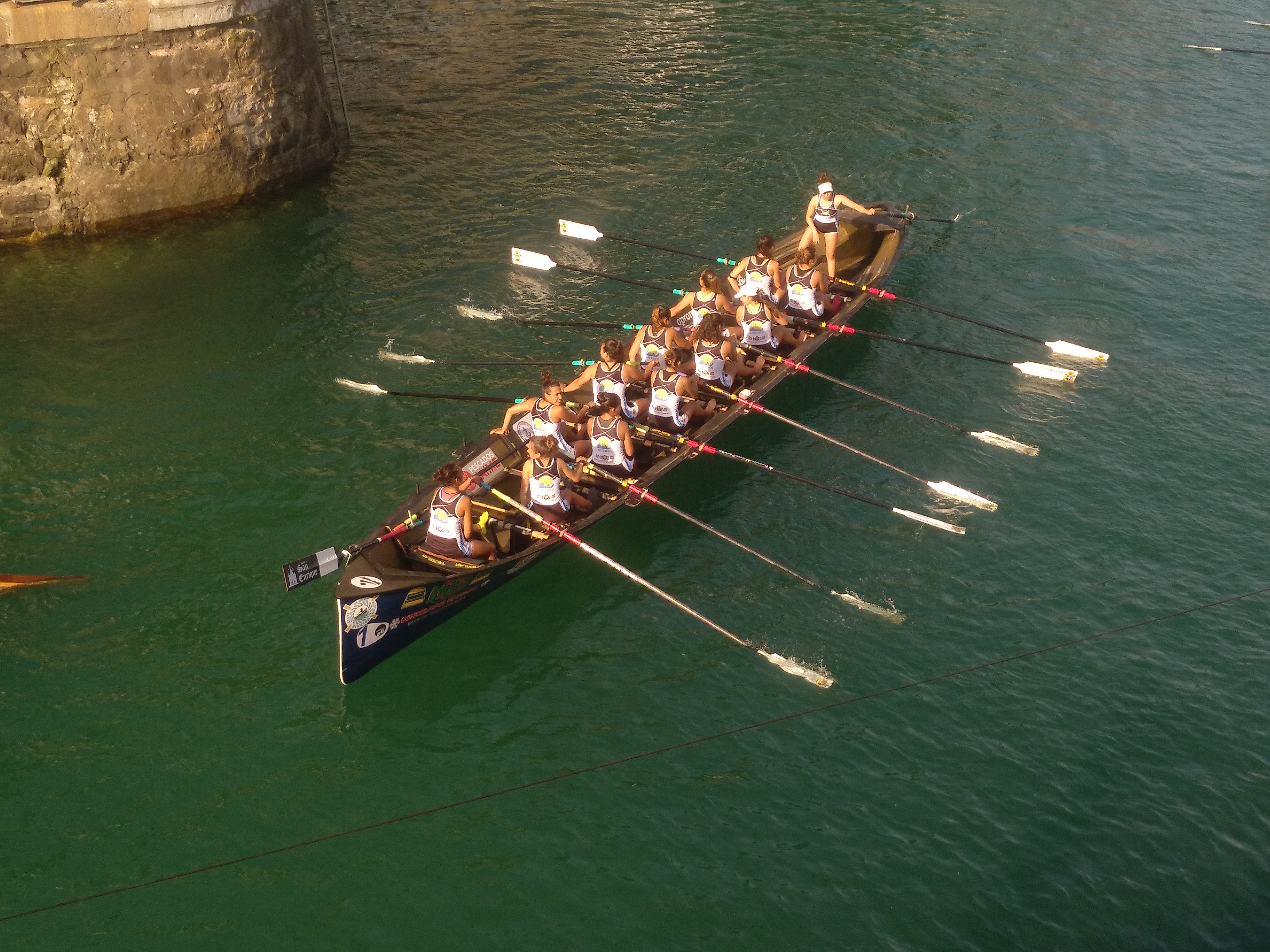
Remeras del Club de Remo Náutico de Riveira en la Concha Femenina 2018

En esta edición volvió a disputarse la regata clasificatoria entre 16 tripulaciones femeninas, con las posiciones que se muestran a continuación:
- Clasificatoria:

1. Riveira
2. San Juan
3. Orio
4. Donostia Arraun Lagunak
5. Kaiku
6. Hibaika
7. Tolosa
8. Deusto
9. Fuenterrabía
10. Puebla-Cabo
11. Perillo
12. Hernani
13. Lea-Artibai
14. Mugardos
15. Lapurdi
16. Colindres

- Bandera:

| Puesto | Tripulación             | Tiempo   | Patrona          | Trainera    | Premio       |
| ------ | ----------------------- | -------- | ---------------- | ----------- | ------------ |
| 1      | Koxtape                 | 21:29:30 | Nerea Perez      | Batelerak   | 24.000 euros |
| 2      | Orio                    | 21:41:24 | Nadeth Agirre    | Txiki       | 15.000 euros |
| 3      | Riveira                 | 21:48:52 | Natalia Tubio    | Rully       | 12.000 euros |
| 4      | Donostia Arraun Lagunak | 21:59:04 | Andrea Astudillo | Lugañene    | 9.000 euros  |
| 5      | Hibaika                 | 22:19:36 | Inge Ugarte      | Madalen     | 7.000 euros  |
| 6      | Donostiarra             | 22:26:00 | Inder Paredes    | Torrekua II | 6.000 euros  |
| 7      | Kaiku                   | 22:37:78 | Iraide Ruiz      | Bizkaitarra | 5.000 euros  |
| 8      | Tolosaldea              | 23:10:70 | Laiene Izagirre  | Enbata      | 5.000 euros  |

Nota: los premios se equipararon con la modalidad masculina.

### 2019
En esta edición la regata clasificatoria se disputó entre 20 tripulaciones femeninas, con las posiciones que se muestran a continuación:
- Clasificatoria:

1. Orio
2. Donostia Arraun Lagunak
3. Hibaika
4. Zumaia
5. Fuenterrabía
6. San Juan
7. Riveira
8. Puebla-Cabo
9. Deusto
10. Ondárroa
11. Isuntza
12. Tolosa
13. Tirán
14. Kaiku
15. Mecos
16. Perillo
17. Hernani
18. Mugardos
19. Lapurdi
20. Colindres

- Bandera:

| Puesto | Tripulación             | Tiempo   | Patrona          | Trainera  | Premio       |
| ------ | ----------------------- | -------- | ---------------- | --------- | ------------ |
| 1      | Orio                    | 21:28,48 | Nadeth Agirre    | Txiki     | 24.000 euros |
| 2      | Donostia Arraun Lagunak | 21:57,42 | Andrea Astudillo |           | 15.000 euros |
| 3      | Fuenterrabía            | 22:04,20 | Nerea Pérez      |           | 12.000 euros |
| 4      | Hibaika                 | 22:07,16 | Inge Ugarte      | Madalen   | 9.000        |
| 5      | Donostiarra             | 22:13,40 | Inder Paredes    |           | 7.000        |
| 6      | San Juan                | 22:19,40 |                  | Batelerak | 6.000        |
| 7      | Riveira                 | 22:22,66 | Natalia Tubio    | Rully     | 5.000        |
| 8      | Zumaia                  | 22:50,28 | Nagore Osoro     |           | 5.000        |

Nota: los premios se equipararon con la modalidad masculina.

### 2020
En esta edición la regata clasificatoria se disputó entre 13 tripulaciones femeninas, con las posiciones que se muestran a continuación:
- Clasificatoria:

1. Orio
2. Tolosa
3. Donostia Arraun Lagunak
4. Zumaia
5. Fuenterrabía
6. San Juan
7. Hibaika
8. Ondárroa
9. Puebla-Cabo
10. Isuntza
11. Lutxana
12. Tirán
13. Chapela

- Bandera:

| Puesto | Tripulación             | Tiempo   | Patrona                      | Trainera         | Premio       |
| ------ | ----------------------- | -------- | ---------------------------- | ---------------- | ------------ |
| 1      | Orio                    | 21:59,80 | Nadeth Agirre                | San Nikolas      | 24.000 euros |
| 2      | Donostiarra             | 22:13,84 | Natalia Tubio                | Torrekua I       | 15.000 euros |
| 3      | Donostia Arraun Lagunak | 22:27,26 | Andrea Astudillo             | Lugañene         | 12.000 euros |
| 4      | Tolosaldea              | 22:31,92 | Aiora Sorozabal              | Tolosaldea       | 9.000        |
| 5      | Fuenterrabía            | 22:40,38 | Nerea Pérez                  | Ama Guadalupekoa | 7.000        |
| 6      | Hibaika                 | 22:51,72 | Inge Ugarte / Zuriñe Alberdi | Madalen          | 6.000        |
| 7      | Zumaia                  | 23:08,82 | Eneritz Díez                 | Telmo Deun       | 5.000        |
| 8      | San Juan                | 23:22,20 | Maider Etxaniz               | Batelerak        | 5.000        |

### 2021
En esta edición la regata clasificatoria se disputó entre 20 tripulaciones femeninas, con las posiciones que se muestran a continuación:
- Clasificatoria:

1. Donostia Arraun Lagunak
2. Orio
3. Fuenterrabía
4. Tolosa
5. Deustu - Bilbo
6. Hibaika
7. Chapela
8. San Juan
9. Ondarroa
10. Cabo
11. Zumaia
12. Perillo
13. Isuntza
14. Tirán
15. Zarautz
16. Lutxana
17. Ribeira
18. Lapurdi
19. Mugardos
20. Castro

- Bandera:

| Puesto | Tripulación             | Tiempo   | Patrona               | Trainera         | Premio   |
| ------ | ----------------------- | -------- | --------------------- | ---------------- | -------- |
| 1      | Donostia Arraun Lagunak | 21:05,18 | Andrea Astudillo      | Lugañene         | 25.000 € |
| 2      | Orio                    | 21:09,50 | Nadeth Agirre         | San Nikolas      | 15.500 € |
| 3      | Donostiarra             | 21:28,24 | Nerea Pérez           | Torrekua I       | 12.250 € |
| 4      | Tolosaldea              | 21:35,14 | Aiora Sorozabal       | Tolosaldea       | 9.200 €  |
| 5      | Fuenterrabía            | 21:37,94 | Miren Garmenia        | Ama Guadalupekoa | 7.150 €  |
| 6      | Hibaika                 | 21:53,16 | Inge Ugarte           | Madalen          | 6.125 €  |
| 7      | Chapela                 | 21:56,84 | María López           | Arealonga        | 5.100 €  |
| 8      | Deustu - Bilbao         | 22:05,82 | Jone García de Andoin | Tomatera         | 5.100 €  |

### 2022
En esta edición la regata clasificatoria se disputó entre 19 tripulaciones femeninas, con las posiciones que se muestran a continuación:
- Clasificatoria:

1. Orio
2. Donostia Arraun Lagunak
3. Tolosa
4. Fuenterrabía
5. Hibaika
6. Cabo
7. Chapela
8. Ondarroa
9. Zarautz
10. Deustu - Bilbo
11. Zumaia
12. Tirán
13. Mugardos
14. Hernani
15. Rianxo
16. Castropol
17. Castro
18. Perillo
19. Portugalete

- Bandera:

| Puesto | Tripulación             | Tiempo   | Patrona          | Trainera         | Premio   |
| ------ | ----------------------- | -------- | ---------------- | ---------------- | -------- |
| 1      | Orio                    | 21:14,32 | Nadeth Agirre    | San Nikolas      | 25.000 € |
| 2      | Donostia Arraun Lagunak | 21:16,62 | Andrea Astudillo | Lugañene         | 15.500 € |
| 3      | Donostiarra             | 21:37,80 | Nerea Pérez      | Bantxa           | 12.250 € |
| 4      | Tolosaldea              | 21:37,83 | Olaia Barriuso   | Tolosaldea       | 9.200 €  |
| 5      | Fuenterrabía            | 21:48,95 | Miren Garmendia  | Ama Guadalupekoa | 7.150 €  |
| 6      | Hibaika                 | 21:56,41 | Zuriñe Alberdi   | Madalen          | 6.125 €  |
| 7      | Cabo                    | 22:02,59 | Nicole Maroño    | Carmela          | 5.100 €  |
| 8      | Chapela                 | 22:21,74 | Olalla Martínez  | Arealonga        | 5.100 €  |

### 2023
En esta edición la regata clasificatoria se disputó entre 18 tripulaciones femeninas, con las posiciones que se muestran a continuación:
- Clasificatoria:

1. Orio
2. Donostia Arraun Lagunak
3. Tolosaldea
4. Zumaia
5. Fuenterrabía
6. Hibaika
7. Kaiku
8. Chapela
9. Cabo
10. Zarautz
11. Astillero
12. Ondarroa
13. Tirán
14. Deustu - Bilbo
15. Perillo
16. Hernani
17. Cesantes
18. Mugardos-A Cabana Ferrol

- Bandera:

| Puesto | Tripulación             | Tiempo   | Patrona               | Trainera         | Premio   |
| ------ | ----------------------- | -------- | --------------------- | ---------------- | -------- |
| 1      | Donostia Arraun Lagunak | 21:01,14 | Andrea Astudillo      | Lugañene         | 25.000 € |
| 2      | Donostiarra             | 21:10,50 | Nerea Pérez           | Bantxa           | 15.500 € |
| 3      | Orio                    | 21:19,22 | Nadeth Agirre         | San Nikolas      | 12.250 € |
| 4      | Tolosaldea              | 21:22,14 | Izaro Lestayo         | Tolosaldea       | 9.200 €  |
| 5      | Fuenterrabía            | 21:54,80 | Miren Garmendia       | Ama Guadalupekoa | 7.150 €  |
| 6      | Hibaika                 | 21:55,88 | Natalia Tubío         | Madalen          | 6.125 €  |
| 7      | Zumaia                  | 22:07,10 | Amane Jiménez         | Telmo Deun       | 5.100 €  |
| 8      | Kaiku                   | 22:15,16 | Jone García de Andoin | Bizkaltarra      | 5.100 €  |

## Palmarés

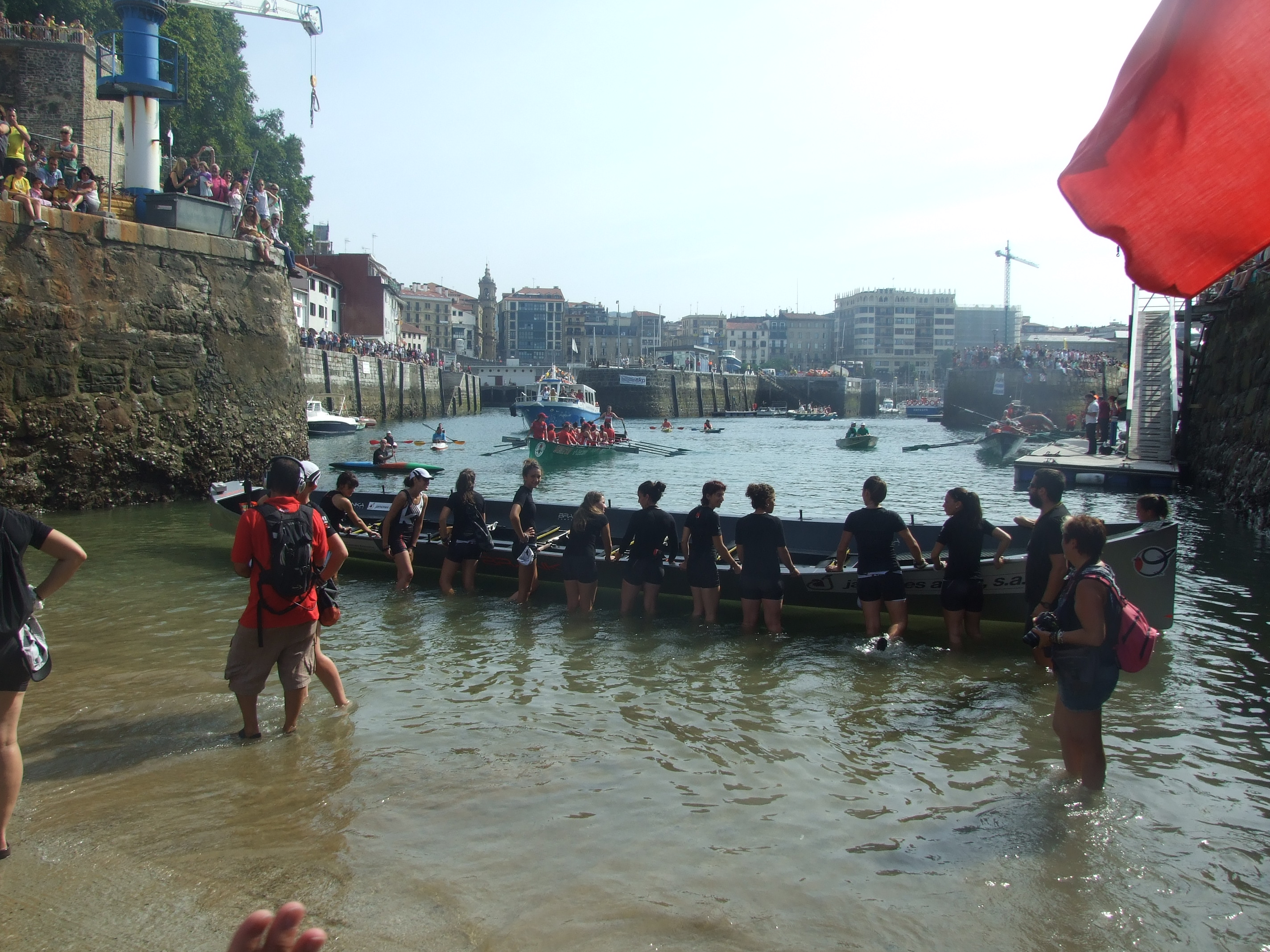
Equipo de Hibaika en la Concha femenina 2016

| Edición | Año  | Ganador                 | Patrona                     |
| ------- | ---- | ----------------------- | --------------------------- |
| I       | 2008 | Rias Baixas             | Laura Hermo                 |
| II      | 2009 | Rias Baixas             | Laura Hermo                 |
| III     | 2010 | Rias Baixas             | Laura Hermo                 |
| IV      | 2011 | Rias Baixas             | Laura Hermo                 |
| V       | 2012 | Rias Baixas             | María Gil                   |
| VI      | 2013 | Zumaia                  | Nagore Osoro                |
| VII     | 2014 | Pasajes de San Juan     | Inder Paredes               |
| VIII    | 2015 | Pasajes de San Juan     | Nerea Pérez                 |
| IX      | 2016 | Pasajes de San Juan     | Nerea Pérez                 |
| X       | 2017 | Pasajes de San Juan     | Nerea Pérez                 |
| XI      | 2018 | Pasajes de San Juan     | Nerea Pérez e Izaro Lestayo |
| XII     | 2019 | Orio                    | Nadeth Agirre               |
| XIII    | 2020 | Orio                    | Nadeth Agirre               |
| XIV     | 2021 | Donostia Arraun Lagunak | Andrea Astudillo            |
| XV      | 2022 | Orio                    | Nadeth Agirre               |
| XIV     | 2023 | Donostia Arraun Lagunak | Andrea Astudillo            |

### Palmarés por traineras
| Ranking | Trainera                | Banderas |
| ------- | ----------------------- | -------- |
| 1ª      | Rias Baixas             | 5        |
| 1ª      | Pasajes de San Juan     | 5        |
| 3ª      | Orio                    | 3        |
| 4ª      | Donostia Arraun Lagunak | 2        |
| 5ª      | Zumaia                  | 1        |

### Palmarés individual
Patronas
| Patrona          | Ediciones | Años                    |
| ---------------- | --------- | ----------------------- |
| Laura Hermo      | 4         | 2008, 2009, 2010, 2011  |
| Nerea Pérez      | 4         | 2015, 2016, 2017, 2018* |
| Nadeth Agirre    | 3         | 2019, 2020, 2022        |
| Andrea Astudillo | 2         | 2021, 2023              |
| María Gil        | 1         | 2012                    |
| Nagore Osoro     | 1         | 2013                    |
| Inder Paredes    | 1         | 2014                    |
| Izaro Lestayo    | 1         | 2018*                   |

Remeras
| Remera           | Ediciones | Años                                                       | Clubes                              |
| ---------------- | --------- | ---------------------------------------------------------- | ----------------------------------- |
| Andrea Oubiña    | 10        | 2008, 2009, 2010, 2011, 2012, 2015, 2016, 2017, 2018, 2022 | Galicia-Rias Baixas, San Juan, Orio |
| Victoria Piñeiro | 8         | 2010, 2011, 2012, 2017, 2018, 2019, 2020, 2022             | Galicia-Rias Baixas, San Juan, Orio |
| Sandra Sánchez   | 5         | 2008, 2009, 2010, 2011, 2012                               | Galicia-Rias Baixas                 |
| Ane Hernández    | 5         | 2014, 2015, 2016, 2017, 2018                               | San Juan                            |
| Ane Pescador     | 5         | 2014, 2015, 2016, 2017, 2018                               | San Juan                            |
| Laura Hermo      | 4         | 2008, 2009, 2010, 2011                                     | Galicia-Rias Baixas                 |
| Fátima Torrado   | 4         | 2008, 2009, 2010, 2011                                     | Galicia-Rias Baixas                 |
| Maialen Arrazola | 4         | 2014, 2015, 2016, 2017                                     | San Juan                            |
| Garazi Martin    | 4         | 2014, 2015, 2016, 2017                                     | San Juan                            |
| Saray Izaso      | 4         | 2014, 2015, 2016, 2018                                     | San Juan                            |
| Irati Larrañaga  | 4         | 2013, 2016, 2017, 2018                                     | Zumaia y San Juan                   |

### Mejores tiempos
| Club                    | Tiempo   | Regata          |
| Donostia Arraun Lagunak | 10:23,28 | 2023 (2ª tanda) |
| Donostiarra             | 10:30,47 | 2023 (2ª tanda) |
| Donostia Arraun Lagunak | 10:31,62 | 2021 (1ª tanda) |
| Orio                    | 10:33,26 | 2021 (1ª tanda) |
| Donostia Arraun Lagunak | 10:33,56 | 2021 (2ª tanda) |
| Zumaia                  | 10:35,62 | 2012 (1ª tanda) |
| Rías Baixas             | 10:35,64 | 2012 (2ª tanda) |